# Джоуль
Джо́уль (Дж, J) — одиниця вимірювання роботи і енергії в системі SI.
Джоуль дорівнює роботі, яка виконується при переміщенні матеріальної точки, до якої прикладена сила 1 Н, на відстань 1 м в напрямку дії сили:
1 Дж = 1 Н·м = 1 (кг·м²)/с²
В термінах електрики джоуль дорівнює енергії, яка виділяється за 1 c струмом із силою 1 А на ділянці електричного кола з падінням напруги 1 В. 1 Дж також дорівнює енергії, яку потрібно надати заряду в 1 Кл, щоб збільшити його електричний потенціал на 1 В:
1 Дж = 1 В·с·А.

## Кратні і частинні одиниці
| Кратні                         | Кратні      | Кратні     | Кратні     | Частинні | Частинні    | Частинні   | Частинні   |
| Величина                       | Назва       | Позначення | Позначення | Величина | Назва       | Позначення | Позначення |
| ------------------------------ | ----------- | ---------- | ---------- | -------- | ----------- | ---------- | ---------- |
| 101 Дж                         | декаджоуль  | даДж       | daJ        | 10−1 Дж  | дециджоуль  | дДж        | dJ         |
| 102 Дж                         | гектоджоуль | гДж        | hJ         | 10−2 Дж  | сантиджоуль | сДж        | cJ         |
| 103 Дж                         | кілоджоуль  | кДж        | kJ         | 10−3 Дж  | міліджоуль  | мДж        | mJ         |
| 106 Дж                         | мегаджоуль  | МДж        | MJ         | 10−6 Дж  | мікроджоуль | мкДж       | µJ         |
| 109 Дж                         | гігаджоуль  | ГДж        | GJ         | 10−9 Дж  | наноджоуль  | нДж        | nJ         |
| 1012 Дж                        | тераджоуль  | ТДж        | TJ         | 10−12 Дж | пікоджоуль  | пДж        | pJ         |
| 1015 Дж                        | петаджоуль  | ПДж        | PJ         | 10−15 Дж | фемтоджоуль | фДж        | fJ         |
| 1018 Дж                        | ексаджоуль  | ЕДж        | EJ         | 10−18 Дж | атоджоуль   | аДж        | aJ         |
| 1021 Дж                        | зетаджоуль  | ЗДж        | ZJ         | 10−21 Дж | зептоджоуль | зДж        | zJ         |
| 1024 Дж                        | йотаджоуль  | ЙДж        | YJ         | 10−24 Дж | йоктоджоуль | йДж        | yJ         |
| застосовувати не рекомендовано |             |            |            |          |             |            |            |

Одиниця отримала свою назву на честь англійського фізика Джеймса Прескотта Джоуля.

## В інших системах одиниць
1 Дж = 1 кг·м²/с² = 1 Н·м = 1 Вт·с.
1 Дж ≈ 6,2415× 1018 еВ.
1 Дж ≈ 2,77(7)× 10-7 кВт·год.
1 кВт·год = 3 600 000 Дж ≈ 859 845 калорій.
1 кВт·с = 1 000 Дж.
1 Дж ≈ 0,238846 калорій.
1 калорія = 4,1868 Дж.
1 термохімічна калорія = 4,1840 Дж.
1 Дж ≈ 0,101972 кгс·м.